# Lonchaea micula
Lonchaea micula är en tvåvingeart som beskrevs av Mcalpine 1964. Lonchaea micula ingår i släktet Lonchaea och familjen stjärtflugor. Inga underarter finns listade i Catalogue of Life.